# 卢克·佩兴斯
卢克·佩兴斯（英語：Luke Patience，1986年8月4日—），英国男子帆船运动员。他曾代表英国参加2012年、2016年和2020年夏季奥林匹克运动会帆船比赛，其中2012年奥运会获得一枚银牌。